# 道莱
道莱，又译作多勒，也称为圣克拉拉德道莱（Santa Clara de Daule），位于厄瓜多尔共和国瓜亚斯省中部的一个城市，毗邻道莱河，是道莱县的行政中心所在地。

## 地名语言
根据历史学家埃米利奥·埃斯特拉达（Emilio Estrada）的说法，“道莱”（Daule）一词来自卡亚帕斯语的“da ”（网）和“li ”（鱼），因此“道莱”的含义是“人们用网捕鱼的地方”。

## 历史
道莱一代最早生活在一个以“道莱”为名的原住民部落。1534年，西班牙的贝纳维德斯船长成为最早发现该地的欧洲人，他曾陪同佩德罗·阿尔瓦拉多开展对基多王国的征服。因该地区土地肥沃和地理位置优越，西班牙人对其进行重点殖民开发，使其成为重要的农业生产地。在殖民地时期，道莱具有可以和瓜亚基尔、基多媲美的影响力，巴尔扎尔和圣卢西亚镇都是道莱的辖区。
1820年10月9日，瓜亚基尔省爆发独立革命，宣布摆脱西班牙王国殖民统治。两天后的10月11日，道莱市政厅宣布加入独立。瓜亚基尔当局随之宣布承认和支持道莱独立。1820年11月8日，瓜亚基尔自由省正式成立，道莱属之。1820年11月26日，由何塞·华金·德奥尔梅多（José Joaquín de Olmedo）担任主席的瓜亚基尔高级政府委员会颁布法令设立道莱县。同日（11月26日），道莱爱国委员会成立，通常被作为道莱市建立的标志。1824年6月25日，道莱县正式成立，道莱属之。 1822年，瓜亚基尔自由省并入大哥伦比亚，成为瓜亚基尔省，道莱县属之。
1826年2月10日，哥伦比亚将军弗朗西斯科·德保拉·桑坦德授予道莱“圣克拉拉德道莱镇”（Villa de Santa Clara de Daule）的称号。

## 人口
2010年人口普查中，该市有65,145人口，在厄瓜多尔全国人口最多的城市中排名第19位。

## 经济
道莱因生产稻米而被称为“厄瓜多尔稻米之都”。
道莱是瓜亚基尔大都市区的一部分，其经济、社会和商业活动均与瓜亚基尔密切相关，每天都有数以千人通过陆路在道莱和瓜亚基尔之间通勤。

## 宗教
每年9月14日，道勒人都会庆祝宗教节日“游神节”（El Señor de Los Milagros）。2022年2月2日，罗马天主教教宗方济各建立新的道勒教区。